# Forêts de l'Essonne

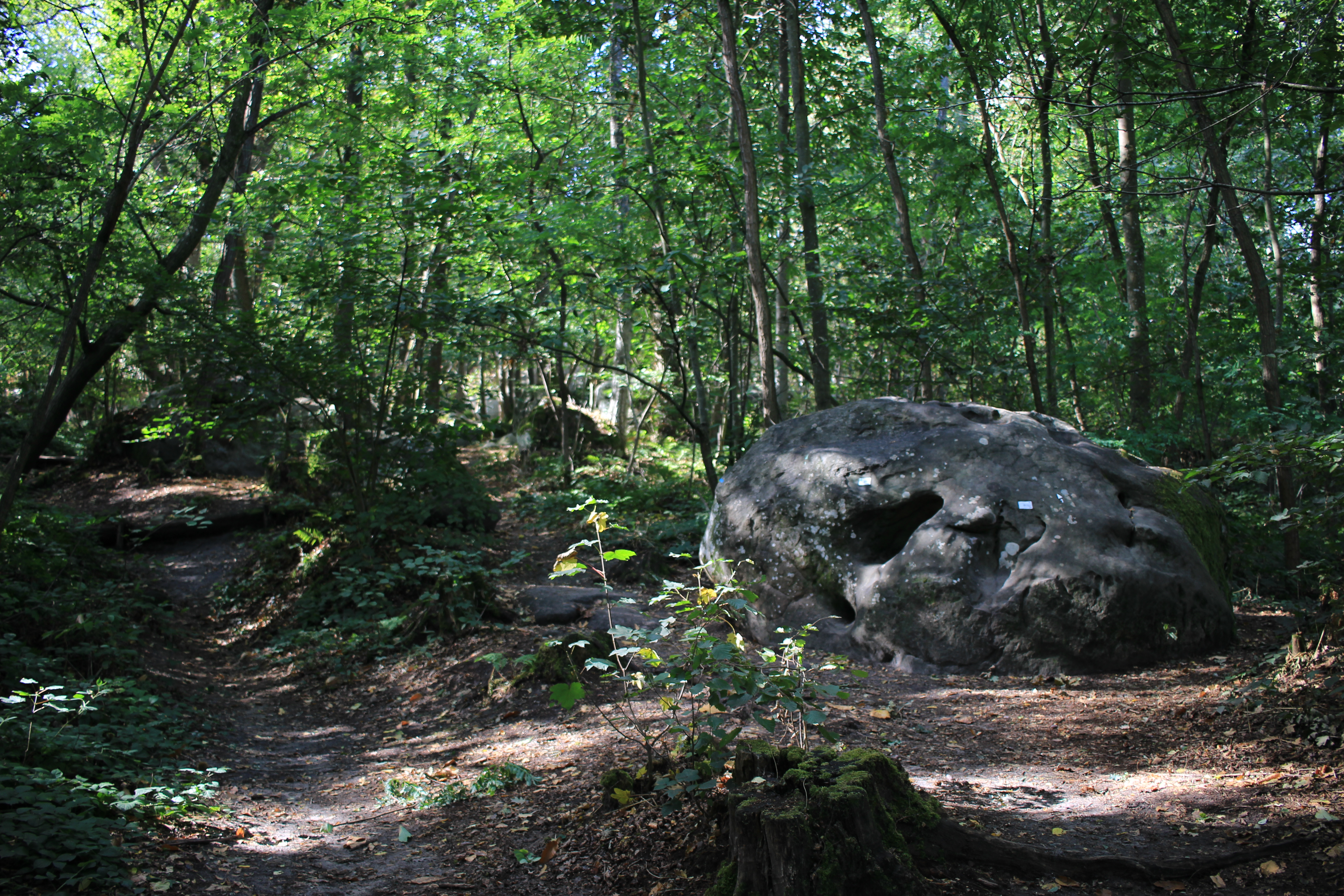
La forêt départementale des Grands Avaux, en septembre 2020. C'est la plus grande forêt départementale de l'Essonne.

Les forêts de l'Essonne représentent plus de 39 000 hectares, soit 23 % de la surface totale du département. Parmi elles, 8 000 ha sont gérés par l'ONF (région Île-de-France - Nord-Ouest) et sont ouverts au public. 600 ha appartiennent au département.

## Typologie
L'Essonne est principalement composée de plateaux à vocation agricole, dans lesquels s'ouvrent des vallées. Cette géographie implique différents types de sols et donc de forêts :
- les plateaux sont parsemés de petits bosquets appelés remises ;
- les vallées ont un sol humide et tourbeux, favorable à l'implantation de bois ;
- les buttes de sables et grès sont propices aux taillis de châtaigniers et de chênes[1].

## Forêts départementales
Le conseil général de l'Essonne possède huit forêts, dont la gestion est confiée à l'ONF. Toutes sont ouvertes au public. L'Essonne a pour objectif de poursuivre les acquisitions de massifs forestiers.

### Forêt départementale des Grands Avaux

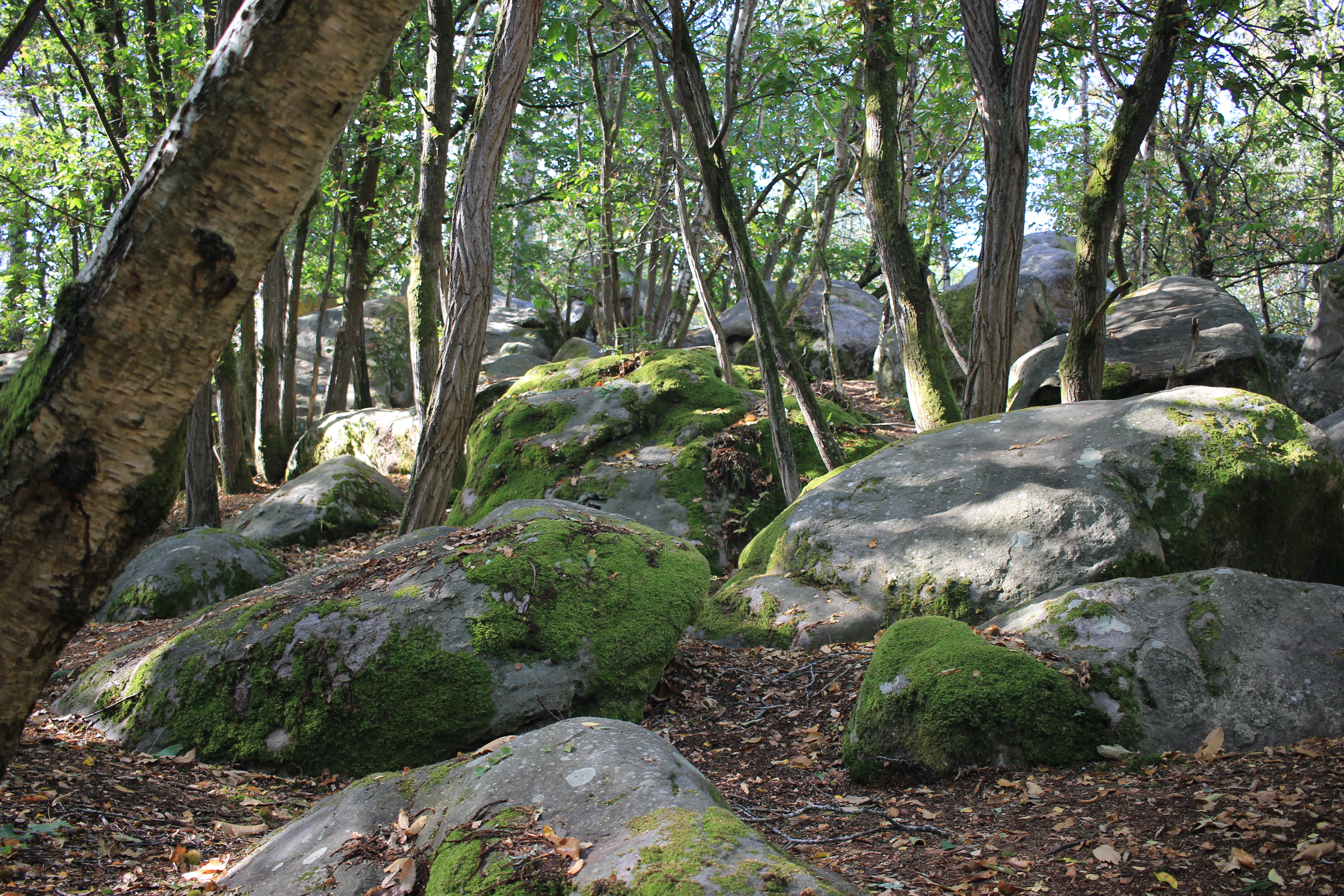
La forêt départementale des Grands Avaux, côté massif du Duc, en septembre 2020.

La forêt des Grands Avaux est la plus grande des forêts départementales, avec 182 hectares. Elle est située sur la commune de Champcueil à l'est de l'Essonne. Elle est délimitée par l'aqueduc de la Vanne à l'ouest, et la route départementale 948 à l'est. Acquise en 1979 par le département, elle se subdivise en deux massifs :
- le massif du Buisson à l'ouest (108 ha), en bordure d'un plateau. Le site de la Tour du Buisson offre un point de vue sur le paysage alentour ;
- le massif du Duc à l'est (74 ha), sur une butte de blocs rocheux.

Les terrais, qui se trouvent de 80 à 140 mètres d'altitude, datent de l'ère tertiaire. Ce sont des sables et grès de Fontainebleau, ainsi que du calcaire de Beauce. Les espaces naturels sont variés : on compte une platière gréseuse, des landes à bruyères, des mares, une prairie, des chênaies, des taillis de châtaigniers, de robiniers faux acacias, de résineux. Elle abrite une flore rare et une faune digne d'intérêt (lézards, serpents amphibiens, insectes).
Cette forêt est un espace naturel sensible, qui est protégé en tant que ZNIEFF et zone d'intérêt communautaire dans le réseau Natura 2000.
Elle est parcourue par des chemins de randonnée, dont le GR 11.

### Forêt départementale de la Roche-Turpin
La forêt de la Roche-Turpin (123 ha) est située dans le Hurepoix, sur les communes de Bruyères-le-Châtel (103 ha) et Fontenay-lès-Briis (20 ha). Elle a été acquise par le département en 1972. Elle est située sur un plateau recouvert d'argile à meulière, à une altitude variant entre 120 m et 157 m. Ses paysages sont variés : landes à bruyères, fougères, plantations de châtaigniers et chênes. Elle est sillonnée de chemins forestiers et d'une piste cavalière. Elle offre un point de vue sur son versant sud.

### Forêt départementale du Rocher de Saulx
La forêt départementale du Rocher de Saulx, située sur la commune de Saulx-les-Chartreux, d'une contenance de 98 ha. Elle a été acquise entre 1979 et 1985. Elle comporte deux types de sols différents : à l'ouest, de la meulière et des argiles de Montmorency, qui forment une couche imperméable de couleur rougeâtre ; à l'est, des bancs de grès émergent sous les meulières. Ils ont été exploités intensivement. À la carrière de Lunézy émerge la plus grande forêt fossile d'Europe, ancienne de plus de 30 millions d'années. Elle possède de nombreux sentiers, ainsi qu'une piste cavalière.
Les oiseaux sont nombreux dans le secteur de Saulx car ils fréquentent la plaine de Saulx, parsemée de vergers et de prairies qui sont entrecoupées de haies.

### Forêt départementale du Belvédère
Chamarande est dotée de la forêt du Belvédère (87 ha), acquise par le département en 1978. Située sur le bord sud du plateau du Torfou, entre 80 et 140 mètres d'altitude, elle surplombe la vallée de la Juine. Elle est surtout plantée de chênes et de châtaigniers ; l'allée royale est bordée de marronniers. Un belvédère permet d'admirer le parc et le château de Chamarande.

### Forêt départementale de la Tête Ronde
Située sur la commune de Villiers-le-Bâcle, cette forêt de 56 ha se situe en partie au bord du plateau de Saclay et en partie sur les flancs de la vallée de la Mérantaise. Elle a été acquise par le département en 1975-1976. Son altitude varie entre 90 et 152 mètres. Les sols du plateau de Saclay sont formés d'argile à meulière recouverte de limons ; la vallée de la Mérantaise est taillée dans des sables de Fontainebleau. Les principales espèces sont le chêne sessile, le châtaignier, le bouleau, les pins et le charme. Elle est parcourue par plus de 5 km de chemins forestiers, et comporte une piste cavalière.

### Forêt départementale de Bellejame
La forêt de Bellejame est située dans la vallée de la Salmouille, dans le Hurepoix, sur les communes de Linas et Marcoussis. Elle jouxte le Centre national du rugby. Elle occupe 22 ha. Il s'agit de l'ancien parc du château de Bellejame, acquis en 2000, et en cours d'aménagement. Les principales espèces végétales sont le chêne, le frêne, l'érable, et le tilleul. Parmi les espèces animales, on compte le pic noir et le martin-pêcheur. Deux constructions y sont situées : une ancienne glacière et une fontaine couverte qui collecte les eaux de sources.

### Forêt départementale du Bois des Grais
Situé à Villiers-le-Bâcle, le bois des Grais se trouve sur une colline de la vallée de la Mérantaise. Acquis en 1996, il mesure 19 ha. Le sol est composé de sables et grès de Fontainebleau. La végétation prend la forme de taillis sous une futaie régulière. Les feuillus représentés sont : frêne, merisier, érable, hêtre. Une carrière est située au sommet de la colline.

### Forêt départementale du Bois des Gelles
À Villebon-sur-Yvette, la petite forêt départementale du Bois des Gelles (16 ha), se trouve à l'intérieur de la fourche formée par la jonction de la route nationale 188 et l'autoroute A10, sur le plateau de Courtabœuf. Elle a été acquise en 1985. Le plateau, formé d'argile à meulière, accueille charmes et merisiers. Les pentes, constituées de sables et grès de Fontainebleau, parsemées de rochers, sont plantées de châtaigniers et de chênes, ainsi que de frênes et trembles à la base. Elle est parcourue par un sentier sportif.

## Forêts régionales
Les forêts régionales sont gérées par l'office des espaces verts d'Île-de-France.

### Forêt régionale de Saint-Eutrope
La forêt de Saint-Eutrope occupe 172 hectares sur les communes de Bondoufle, Fleury-Mérogis et Ris-Orangis.

### Forêt régionale de Saint-Vrain
La forêt de Saint-Vrain occupe 118 hectares sur les communes de Cheptainville, Marolles-en-Hurepoix et Saint-Vrain. On y trouve des taillis de chênes et de charmes.

### Forêt régionale d'Étréchy
La forêt d'Étréchy occupe 103 hectares au sud de la commune d'Étréchy. On y trouve majoritairement des résineux, autour de l'ancienne carrière du Bois Ferrand, et des feuillus sur le reste de la forêt.

### Forêt régionale de Cheptainville
La forêt de Cheptainville occupe 86 hectares sur les communes de Cheptainville et Lardy. On y trouve des essences variées, telles que le hêtre, le frêne, le noisetier, le charme, le tilleul et le châtaignier. Géologiquement, le sol est constitué de calcaire et de sable de Fontainebleau.

### Deux petits domaines régionaux
- Domaine régional du Bois Chardon (31 ha sur la commune de Draveil)
- Domaine régional de la Fosse-aux-Carpes (26 ha sur la commune de Draveil)

## Forêts communales
Le Bois de Chanteloup dans la commune de Saint-Germain-lès-Arpajon
Le Bois de la Garenne est situé dans la ville de La Norville